# إكس-راي دوغ
إكس-راي دوغ (بالإنجليزية: X-Ray Dog) هو استوديو موسيقي أمريكي يقع في بربانك، كاليفورنيا ، يقوم بتلحين الموسيقى لعروض الأفلام . تم استخدام موسيقى إكس-راي دوغ في عدة عروض لأفلام مثل : سلسلة هاري بوتر ، سلسلة قراصنة الكاريبي ، أليس في بلاد العجائب ، آيرون مان ، سيد الخواتم: رفقة الخاتم ، خطاب الملك ، المتحولون ، فتى الجحيم وأمير فارس: رمال الزمن .

## وصلات خارجية
- الموقع الرسمي